# Medlánecká sníženina
Medlánecká sníženina je geomorfologický okrsek na jižní Moravě, v oblasti města Brna. Je součástí podcelku Lipovské vrchoviny, která je částí Bobravské vrchoviny.
Jedná se o úzký prolom s plochým dnem, jenž vznikl ve vyvřelinách brněnského masivu, které jsou pokryty sprašemi a dalšími neogenními a čtvrtohorními sedimenty. Nejvyšším bodem je vrchol Netopýrek (299 m n. m.). Ohraničení Medlánecké sníženiny, kterou protéká Komínský potok, tvoří ze severu Babí hřbet, ze západu Bystrcká kotlina, z jihu výběžek Kohoutovické vrchoviny a z jihovýchodu Palackého hřbet.
Území Medlánecké sníženiny se nachází na okraji města Brna a tvoří jej zejména pole, louky a zahrádkářské kolonie. Ve sníženině se nachází letiště Medlánky a přírodní památka Netopýrky. Okrajově sem zasahuje zástavba městské čtvrti Komín.